# Irina Michailovna Baronova
Irina Michailovna Baronova (in russo Ирина Михайловна Баронова?; Pietrogrado, 13 marzo 1919 – Byron Bay, 28 giugno 2008) è stata una ballerina russa naturalizzata statunitense.

## Biografia
Irina Michailovna Baronova nacque a Pietrogrado nel 1919, figlia di un tenente della Rossijskij Imperatorskij Flot. Nel 1920 la famiglia lasciò la Russia e si rifugiò in Romania, dove visse in povertà a Bucarest. Baronova iniziò a studiare danza all'età di sette anni con un ex ballerina del Balleto Kirov che, come lei, era fuggita dalla Russia dopo la Rivoluzione. Nel 1929 la famiglia si trasferì a Parigi, dove la bambina divenne allieva di Ol'ga Preobraženskaja e Matil'da Feliksovna Kšesinskaja; l'anno successivo fece il suo esordio all'Opéra national de Paris. 
Nel 1932 George Balanchine la scritturò insieme a Tamara Tumanova e Tatiana Riabouchinska per i Ballets Russes de Monte-Carlo; la loro giovanissima età e perfezione tecnica portò loro grande fame e il critico inglese Arnold Haskell coniò l'espressione "Baby Ballerinas" per descriverle. A soli quattordici anni Baronova danzò nel ruolo di Odette e Odile ne Il lago dei cigni accanto al Siegfried di Anton Dolin. A diciassette anni lasciò la compagnia e fuggì con il ballerino German Sevastianov, con cui si sposò a Sydney due anni più tardi.
Successivamente danzò con il Ballet Theatre statunitense sotto l'egida di Sol Hurok. Dopo il divorzio da Sevastianov, Baronova si trasferì in Inghilterra, dove conobbe l'agente Cecil Tennant. L'uomo le chiese di rinunciare alla sua carriera e sposarlo; così la ventisettenne Baronova diede il suo addio alle scene.
La coppia ebbe tre figli, Robert, Irina e Victoria Tennant, che dal 1986 al 1994 fu la moglie di Steve Martin. Dopo la morte del marito, nel 1967 Baronova si trasferì in Svizzera e riallacciò i rapporti con il primo marito, con cui rimase fino alla morte dell'uomo, avvenuta nel 1974. Successivamente tornò negli Stati Uniti e nel Regno Unito dove, su richiesta di Margot Fonteyn, cominciò a formare futuri insegnanti di danza. Nel 1980 fu la maestra di balletto del cast del film Nijinsky e sei anni più tardi mise in scena Les Sylphides di Fokine per l'Australian Ballet. Fu eletta membro e poi vicepresidente della Royal Academy of Dance.
Morì a Byron Bay nel 2008 all'età di ottantanove anni.